# Geobreeders
Geobreeders (ジオブリーダーズ) est un manga de Akihiro Ito. L'histoire se déroule de nos jours, dans la ville imaginaire d'Ayagane, au Japon. Elle narre les aventures et les déboires des membres d'une agence de sécurité privée nommée Kagura, et de leur combat contre les félins, créatures démoniaques qui peuvent changer d'apparence et détraquer les appareils électriques et électroniques.

## Résumé du premier chapitre
1997, dans la préfecture d'Ayagane. Taba Yoichi, jeune chômeur, se présente au siège de l'Agence de Sécurité Kagura pour un entretien d'embauche. Il trouve la patronne de l'agence, une jeune fille répondant au nom de Kikushima Yuka, en plein combat contre un félin. Menacé de mort dès son arrivée, prêt à démissionner avant même d'être embauché, il parvient, au terme d'un violent et sanglant combat, à enfermer le félin dans un ascenseur, ce qui permet à Yuka de supprimer la forme physique du démon.

## Personnages

### Membres de l'Agence de Sécurité Kagura
Kikushima Yuka
Umezaki Maki
Sakuragi Takami
Rando Eiko
Himehagi You
Taba Yoichi

### Amis et relations des membres de l'agence
Toyonaga
Gérant du magasin Marui d'Ayagane. Il profite de son travail officiel (la création de répliques airsoft) pour importer et faire collection de vraies armes à feu.
Mataba
Vendeur au magasin Marui d'Ayagane.
Takano
Amie de Takami, ex-membre comme elle d'un studio de mangaka.
Yuji
Jeune cousin effronté de Eiko, qu'il surnomme Ei-Chan, ce qu'elle déteste (Ei-Chan peut se traduire grossièrement par mon poussin).
Ko
Frère de You. Seul garçon dans une famille de 7 enfants.
Yo, Kei, Yui, Aya, Moe
Les sœurs de You. Elle la martyrisent à chaque occasion, et essayent de la rendre plus féminine.

### Ancien membre de l'Agence de Sécurité Kagura
Ryu Au Luger

### Personnel du Ministère de la Santé Publique
M. Irie

### Hounds
Capitaine Yajima
Sergent Yoda
Agent Narusawa
Commandant Suzuki
Sergent Sobe

### Félins
Maya
Animal de compagnie de Yoishi, qui se présente habituellement sous la forme d'une jeune fille en robe noire. Elle a été recueillie en 1984 par Yoishi, puis rejetée à la rue par la famille de celui-ci. Elle a alors été recueillie par Kuroneko, qui l'a chargée de surveiller l'Agence Kagura, et plus spécifiquement de protéger et d'aider Yoishi. Selon les autres félins, elle est "les yeux et les oreilles" de Kuroneko.
Kuroneko (Chat Noir)
Chef, voire Empereur d'une des factions de félins. Se présente habituellement sous la forme d'Humphrey Bogart. Un des félins les plus intelligents, fin stratège, il semble avoir toujours un coup d'avance.
Socks
Sa forme humaine est celle d'une jeune femme portant un imperméable. Elle est supprimée par les Hounds à la fin du chapitre 13, mais réapparait au chapitre 23, visiblement amnésique et extrêmement agressive. Avant sa suppression, elle confie Maya à Yoishi, avec qui elle était très amie.
Taki
Second de Kuroneko, il le trahis au chapitre 7. Il réapparait au chapitre 40, et sauve Yoishi. Il semblerait qu'il soit sous le contrôle de M. Irie et de son équipe, sous le nom de code M3.
Vashka
Ludo
Félin chargé des opérations en Russie. Supprimé sur le Nadenka à la fin de la première série d'OAV.

### Américains
Descartes
Ex-agent de la CIA, il a été blessé à la gorge par un félin qui s'était introduit aux États-Unis via le satellite Galaxy-4B. Il n'a plus de cordes vocales et s'exprime à l'aide d'un laryngophone.
Hiiragi Miharu
Agent de la CIA, infiltrée auprès de Kagura pour obtenir une copie du programme de confinement des félins.

## Volumes
Geobreeders a pour particularité d'intégrer les OAV dans la trame principale du manga dessiné.
- Volume 1 : Entrée en matière
  - Chapitre 1 Entrée en matière
  - Chapitre 2 Danger au rez-de-chaussée
  - Chapitre 3 Le train fou
  - Chapitre 4 La troisième collègue
  - Chapitre 5 Les égouts
  - Chapitre 6 L'empereur Félin
  - Chapitre 7 Carambolage !
  - Chapitre 8 La visiteuse
  - Chapitre 9 L'étoile filante du couchant

- Volume 2 : Travail et salaire
  - Chapitre 10 Débutants
  - Chapitre 11 Tribulations nocturnes
  - Chapitre 12 Poursuite dans la baie d'Ayagane
  - Chapitre 13 Guerre urbaine à Ayagane

- Volume 3 : Des congés bien mérités
  - Chapitre 14 Les vacances d'été de l'Agence Kagura
  - Chapitre 15 Les vacances de Sakuragi Takami
  - Chapitre 16 Les vacances de Rando Eiko
  - Chapitre 17 Les vacances de Himehagi You
  - Chapitre 18 Les vacances de l'étoile du couchant
  - Chapitre 19 Plan Cat 1
  - Chapitre 20 Toutes griffes dehors
  - Chapitre 21 Airport 9 (1)

- Volume 4 : Contrat et concurrence
  - Chapitre 22 Airport 9 (2)
  - Chapitre 23 Testament
  - Chapitre 24 Tempête de neige

- Volume 5 : Développement et mise à l'essai
  - Chapitre 25 Tateyama sanction
  - Chapitre 26 Breakdown
  - Chapitre 27 Mission : Sauvetage de Chaton (OAV)

- OVA 1 : Sauvetage de Chaton
- Volume 6 : Promesse d'embauche et réalité du terrain
  - Chapitre 28
  - Chapitre 29
  - Chapitre 30

## OAV
File-X : 

File-XX :